# ピュー

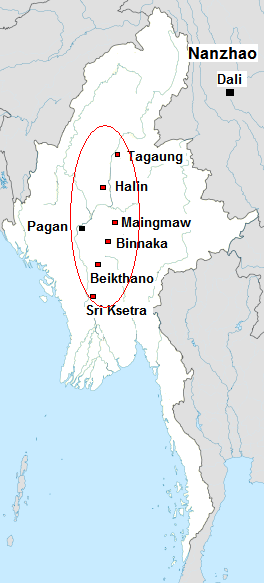
エーヤワディー川流域に存在するピューの城郭都市の分布

ピュー（Pyu）とは、かつてミャンマー（ビルマ）のエーヤワディー川流域に居住していた民族集団である。本項ではピューの城郭都市についても述べる。
ピューは他称で、漢文史料の「驃」「剽」などの表記、ビルマ語のピュー（Pyu）に由来する。古くはPruと発音され、『ハンリン・タマイン（由来記）』には「微笑む」を意味するPrunに由来すると記されている。自称は古モン語の「ティルチュル（tircul、突羅成）」。
エーヤワディー川流域ではタイェーキッタヤー（シュリークシェートラ）、テーゴウン、ベイッタノー（ベイタノウ）、ワディー、マインモー、ハリン（ハリンジー）、ダガウンといった、10世紀以前に建設された7つのピューの城郭都市が発見されている。城郭都市と周辺の地域に共通する出土品から、かつてエーヤワディー川流域では一大文化圏が形成されていたと考えられており、その文化圏はピュー文化圏と呼ばれている。城郭都市の遺跡はエーヤワディー中流域にほぼ一直線に並んでおり、最南端のタイェーキッタヤーが最も新しい。1-2世紀から3-4世紀にかけて存続していたベイッタノーが最古の城郭都市であるが、一部にはベイッタノーをピューの城郭都市と見なすことに疑問を投げかける意見もある。また、エーヤワディー流域以外に下ビルマの海岸地帯でもピューの城郭都市と同じ特徴を持つ遺跡が多く発見されている。
ピュー族の言語は完全に解読されておらず、歴史や社会の研究の大部分は考古学的発見と他民族が記した史料に依拠している。

## 歴史
唐会要第100巻には「魏晋の間（3世紀）に『西南異方志』及び『南中八郡志』なる著ありて云わく『永昌、古の哀牢国なり。伝え聞く、永昌の西南のかた三千里に驃国あり。君臣、父子、長幼に序あり。』と。然れども史伝に見るものなし。」と記載されており、史書の記述ではないとしなからも、3世紀にピューの存在が知られていたことを示唆している。
晋に書かれた『華陽国志』南中志永昌郡条では、後漢時代の永昌郡に「僄越」が居住していたことが述べられており、これが最も古い時代のピューについて記録した文献だと考えられている。『隋書』ではピューは「朱江」と記され、真臘と交流を持っていたことが伝えられている。ピューの支配範囲について、『新唐書』では東は陸真臘、西は東天竺、東南はドヴァーラヴァティー王国に接し、南は海に面していると述べられており、シッタン川以東を除いたエーヤワディー流域一帯がピューの勢力下に置かれていた。
7世紀に入ると、ピェー（プローム）付近に存在したシュリークシェートラが大勢力となっていた。3世紀から10世紀にかけて存続していたと思われるシュリークシェートラは7つのピューの城郭都市の中で最大の都市であり、中国の僧である玄奘と義浄の著書には「室利差呾羅」「室利察呾羅」という名前で現れる。「シュリークシェートラ」の名前はインドのオリッサ地方の都市の旧称に由来し、やがてビルマ語に転訛してタイェーキッタヤーと呼ばれるようになった。8世紀に至ってもシュリークシェートラはピューの中心であり、18の属国を従え、9の城鎮、298の集落を有していた。シュリークシェートラの遺跡から出土した石棺と骨壷の銘文を解読した結果より、7-8世紀のシュリークシェートラはヴィクラマという王統によって統治されていたと推定されている。
7世紀半ばから、ピュー族の都市は雲南の南詔からの攻撃を受けるようになる。南詔が唐の徳宗に帰順した後、ピューの王・雍羌も唐への帰属を望むようになる。雍羌は南詔王・異牟尋の助言に従って王族（弟、もしくは息子）を唐に派遣し、楽人・楽器を献上した。中国の詩人・白居易は802年に来訪したピューの使者が音楽と舞踏を披露する様子を見聞し、漢詩『驃國楽』を詠んでいる。808年/09年に南詔の王は「ピューの君主」を称し、上ビルマは南詔の収奪に晒される。832年にピューの都市は南詔によって破壊され、3,000人の住民が拓東（昆明）に連行されたと伝えられている。ハリンからは炭化した木片が出土しており、南詔によって放火された痕跡だと見られている。
その後のピューの動向に関する記録は確認されておらず、エーヤワディー流域では9世紀半ばから11世紀のパガン王アノーヤターの
即位に至るまでの、200年近い空白の時代が生まれる。1千年紀に完成したビルマの建物のうち、ピューの建物と同じレンガが使われているものが50以上パガンで発見されている。この発見は経済力と軍事力を蓄えたパガン王朝がビルマで台頭する前に、ビルマ族とピュー族の間に接触があったことを物語っている。「パガン」は「ピューの集落」を意味する「ピュー・ガーマ」が転訛した言葉だとする説があり、エーヤワディー沿岸に散在していた19のピューの集落がパガン王朝の原型になったとも言われている。伝承によれば、ピュー最後の王の甥にあたるタムダリッはピュー族を引き連れてシュリークシェートラから移住し、彼の女婿であるピューソウティがパガン王家の祖となったと言われている。

## 統治制度
ピューの城郭都市は、それぞれ独立した指導者の支配下に置かれていた。
大規模な都市国家の指導者は自らを王と位置付け、インドのヒンドゥー教世界の君主制を模範とした宮廷を構築した。官職の名前にはサンスクリットとパーリ語が使われ、パーリ語の「マハー・セナパテイ（大将軍）」に由来すると思われる「摩訶斯那」が宰相を指す職名として使われていた。しかし、君主崇拝などのヒンドゥー教の思想がすべて受け入れられていたわけではなく、上座部仏教の思想に基づく思想も見られる。ピューの城郭都市の支配領域はそれぞれの都市の内部に留まっていたと考えられており、大規模な都市と小都市の間に主従関係が存在したかは不明確である。ビルマ語の年代記では、シュリークシェートラとベイッタノーの間に同盟関係が存在していたことが述べられている。

## 文化
乾燥地に居住するピュー族は乗馬の技術に長けており、ほとんどの人間は城郭都市の中に居住していたと推定されている。ピューの言語はチベット・ビルマ語派に属すると考えられている。1,2世紀ごろに南インドの人間が下ビルマに移住し、300年ごろに文字を初めとするインドの思想・学問がピューに伝わり、ビルマ土着のナッ信仰や竜神信仰にインド伝来のバラモンの思想がまじりあった。
ピュー族はブラーフミー系文字に起源を持つ独自のピュー文字を使用していた。ピュー文字はヒンドゥー教徒が伝えた文字が元となり、碑文にはインド西海岸のカダンバ字音が使われているといわれている。パガン時代の1112年/13年ごろに奉納されたミャ・ゼーディー碑文にはパーリ語、モン語、ビルマ語とともにピュー語も刻まれている。1911年にイギリスの学者オットー・ブラグデンによってミャ・ゼーディー碑文の解読が試みられ、ピュー語はチベット・ビルマ語派に属することが判明したが、ピューの言語は完全に解読されていない。ピュー語が書かれた碑文はおそらくミャ・ゼーディー碑文が最後であり、他の言語と共にピュー語が刻まれた理由は判明していない。
ピュー族がインドから取り入れた知識は宗教以外に科学と天文の専門的な領域にも及んでおり、ピュー族が天文学的な計算の知識を有していたことは、中国の史料にも記されている。ピュー族の社会では紀元前544年を起点とする仏暦が使われており、仏暦624年（西暦80年）に占星術の結果を重視したトウムンダリー王（Thumundari）によって西暦79年から始まる新たな暦法が使用されるようになった。638年に、同年3月22日から始まる新たな暦法がシュリークシェートラで使われるようになり、今日に至るまでビルマ暦として現代のビルマ社会でも使用され続けられている。
9世紀の中国の詩人・白居易は、漢詩『驃國楽』でピュー族の歌舞を「玉螺一吹椎髻聳　銅鼓千撃文身踊　珠瓔炫轉星宿揺　花鬘斗藪龍蛇動」（ほら貝がひと吹きされるや髷が聳え立ち、銅鼓が打ち鳴らされ刺青の身が踊る。真珠の耳飾りは星のように揺れ輝き、花かずらは龍蛇のようにうごめく）と詠みあげている。その音楽は11世紀のパガン王朝にも継承され、パガン王チャンシッター時代の碑文には、宮廷の竣工式でピュー族とモン族の歌舞と楽曲が奉納されたことが記録されている。

## 城郭都市

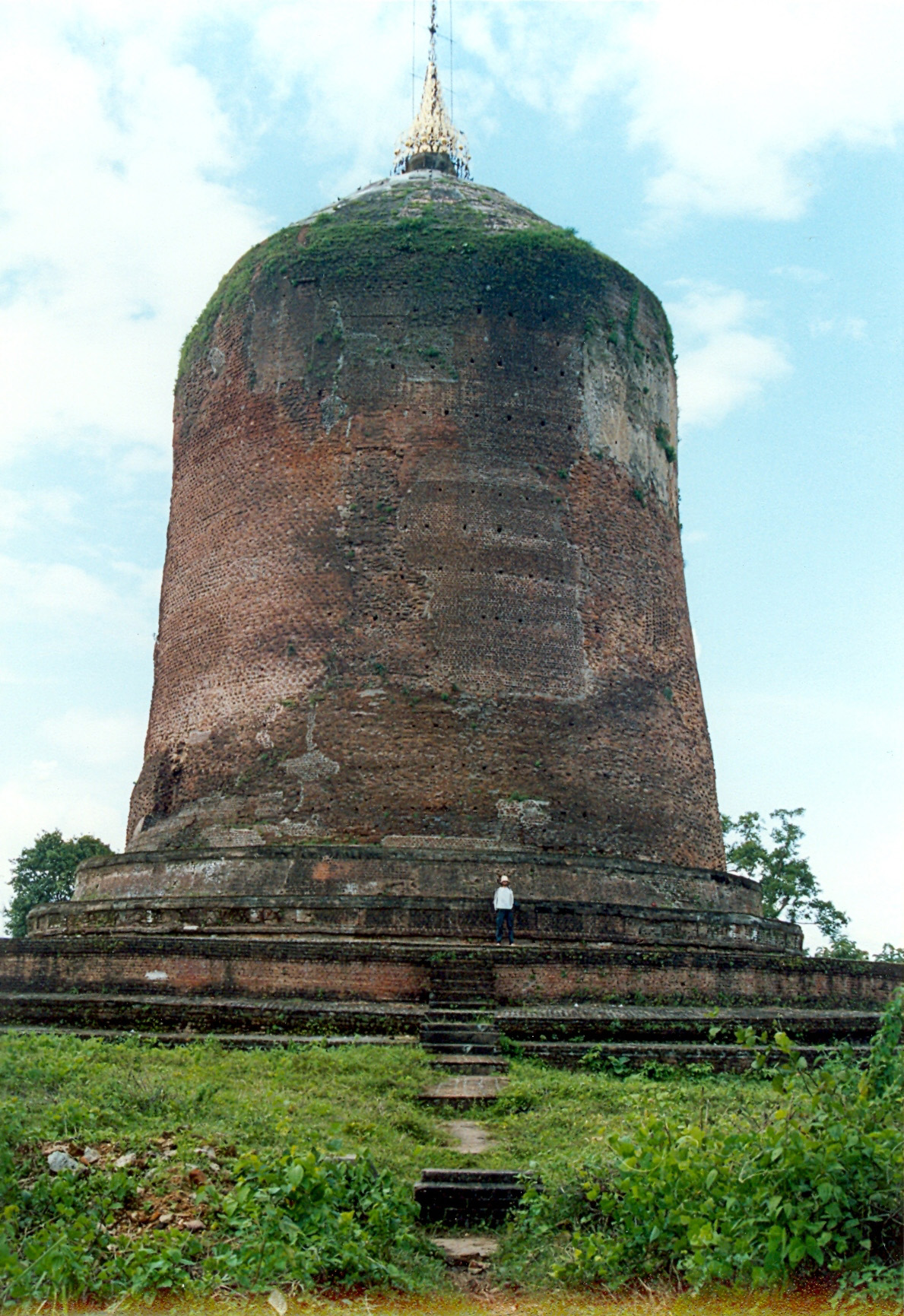
タイェーキッタヤーに建てられたボーボージー仏塔

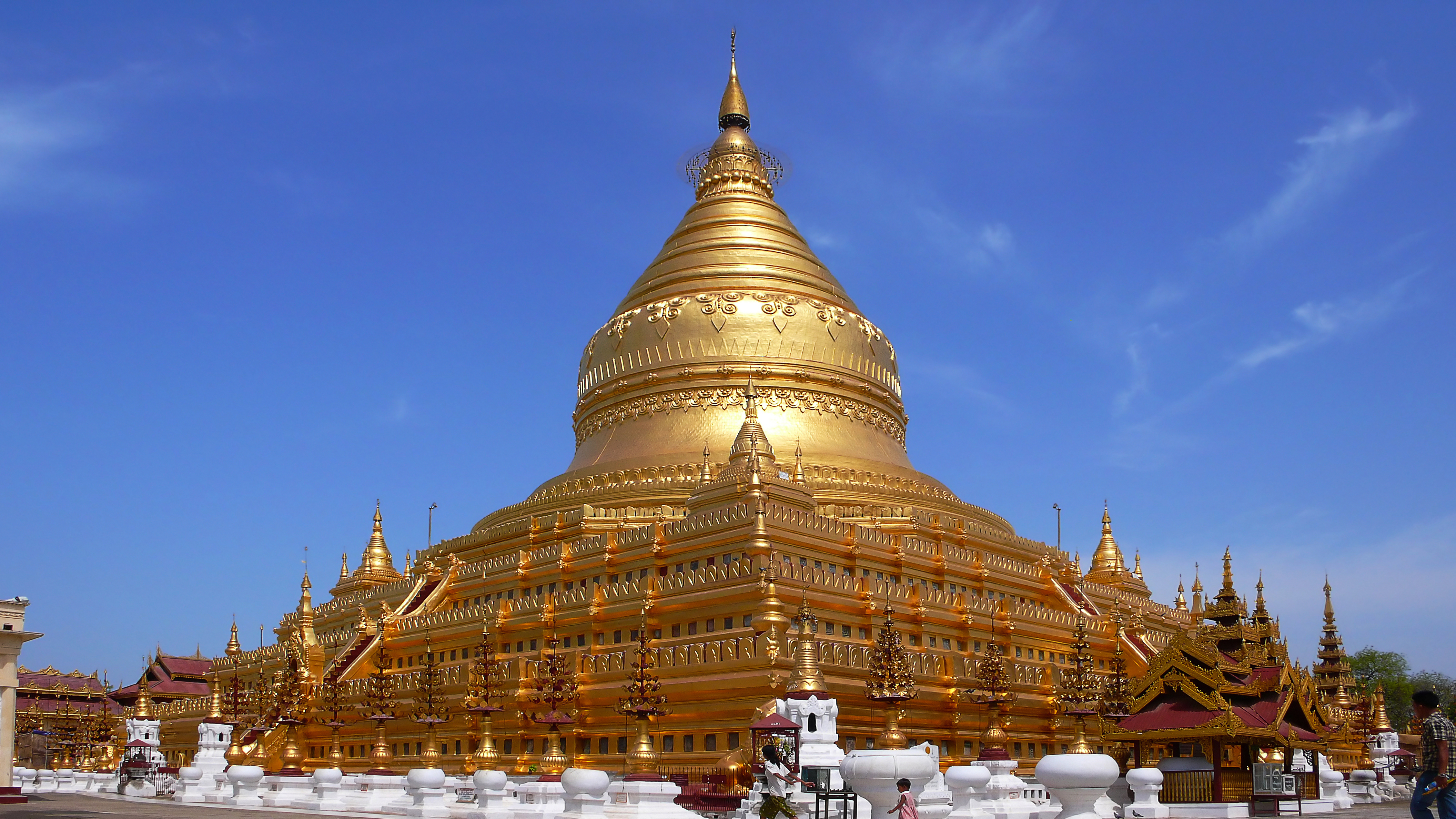
11世紀にパガンで建てられたシュエズィーゴン・パゴダは、ピューの建築様式に基づいている。

ピューの城郭都市は方形・円形・楕円形の城壁を持ち、城壁の直径は2-3kmほどである。最大の規模を有するタイェーキッタヤーは東西4km・南北5kmの城壁に囲まれている。主な建材はレンガであり、石やラテライトはほとんど使用されていない。レンガの表面には指先や棒で平行する2-3本の直線や曲線、あるいは対角線を描いた指描痕が見られるが、パガン時代以降の遺跡に指描痕が付けられたレンガはほとんど見られない。タイェーキッタヤーではベーベー寺院、パヤータウン寺院など5つの寺院が発見されているが、大半が風化している。城郭都市内の人家は木造の瓦葺きの家屋で、瓦の素材には鉛錫が使用されていた。
4世紀以降、ピュー族は仏塔（ストゥーパ）などの仏教建築を多く建立した。都市の中心部には城砦の跡と思われる建築物が位置するほか、城壁の内外に仏塔、僧院の跡が残る。タイェーキッタヤーの城壁外の南西に建つボーボージー（バウバウジー）仏塔は高さ47m・円周80mで、後世に建てられる仏塔と異なり、細やかな装飾は施されていない。ボーボージー仏塔の基部の南東には内部に通じる通路が存在し、裏面に文字が刻まれた多量の磚仏が発見された。建築様式、土台、建材として使われるレンガの大きさ、建築技術にはインド南東部のアーンドラ地方との共通点がある。「ムーンストーンズ」と呼ばれるセイロン島のアヌラーダプラの建築様式がベイッタノーとハリンの建築にも見られ、バウバウジー仏塔はセイロン島のパヤージー・パゴダ、パヤーマー・パゴダと同じ特徴を備えており、ピューとセイロン島の間に交流があったと考えられている。
ピュー族が建立した仏塔は、11世紀以降に建立されるパガン王朝のパゴダの原型になったと考えられている。13世紀にパガンで建立されたソーミンジー寺院の構図の大部分は、4世紀にベイッタノーで建立された僧院と共通している。タイェーキッタヤーの仏塔はパガンのシュエズィーゴン・パゴダ、シュエサンドー・パゴダ、ミンガラゼーディ・パゴダの原型となり、ヤンゴンのシュエダゴン・パゴダにも受け継がれている。
城郭都市の遺跡からは火葬した人骨を納めた骨壷、旭日銀貨、碑文が出土している。黒地の玉に白地の鋸歯紋や網目紋を書いた飾り玉も出土しており、ビルマ北西部に居住するチン族が同種のビーズを使用しているため、それらの飾り玉はチン・ビーズと呼ばれている。菩薩像やヒンドゥー神の像も出土しており、上座仏教、大乗仏教、ヒンドゥー教がピューの間で信仰されていたと考えられている。タイェーキッタヤーからは弥勒菩薩と観音菩薩を脇侍とする釈迦牟尼像、ガルダに乗ったヴィシュヌ、梵天、シヴァとラクシュミーの。タイェーキッタヤーから出土したブロンズ像は丸みのある顔、高い鼻、つりあがった長い眉、短躯ながらも量感のある全身に特徴がある。また、仏像や神像以外に楽人や舞踏家の像も出土している。サガイン西50kmのミンムー付近、ピョーボェー東8kmのベインナカ一帯、エーヤワディー西岸のミンブーからザグーにかけての地域で、ピューの城郭都市の出土品と同様のものが集中的に発見されている。

## 経済

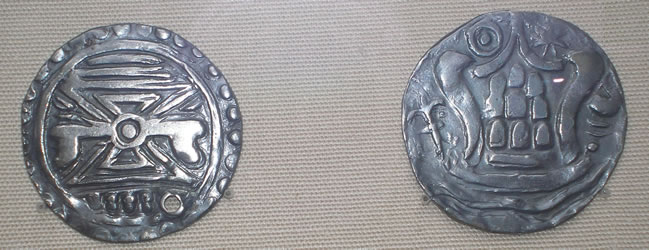
ピュー族が鋳造した銀貨

乾燥地に位置するピューの城郭都市では広範囲に及ぶ水田の耕作と安定した米の収穫は困難であり、水稲作、畑作、牧畜を組み合わせた自給的な経済システムが存在していたと考えられている。それぞれの城郭都市で自給体制の確立を目指す開発が進められ、一方で不足する食料を補うために城郭間で相互に交易が行われていた。
ピューの城郭都市はいずれも微高地や丘陵の麓に位置しており、城郭内で水田工作を行う環境は整っていなかった。ピュー族は水を得やすい天水田や氾濫原、小河川や溜池を利用する灌漑を利用して米を栽培していた。植民地時代前に建設された上ビルマのダム、運河、堤防などの治水施設に用いられている技術は、ピュー時代とパガン時代に起源を有する。また、米のほかに綿花、豆類、アワ、オオアワ、サトウキビなどの作物が栽培されていた。
ピュー族の城郭都市からは、直径3cm・重さ約10g、あるいは直径2cm・重さ約2.5gの二種類の銀貨が出土している。銀貨の大半には表面に玉座か旭日、裏面に吉祥天の館であるスリーヴァッサが刻まれているが、玉座と旭日の意味については判明していない。エーヤワディー流域に留まらず、ピュー族の旭日銀貨はチャオプラヤ流域、メコン川下流域、タイ南部でも出土している。ピュー族の交易の範囲はピュー文化圏の外にも至り、淡水イルカ、ガラス、瓶などが輸出された。綿布はピューの特産品として知られており、扶南やドヴァーラヴァティー王国などの国にも輸出された。また、南北朝時代の中国で書かれた『広志』には、ピュー族の国では織物のほかに香料が産出されることが記録されている。
当初はピューと扶南の間で交易が行われていたが、やがて新興のドヴァーラヴァティー王国が交易に参加するようになり、9世紀以前にはすでにエーヤワディー流域、チャオプラヤ流域、メコン下流域で旭日銀貨を介した交易圏が成立していた。しかし、エーヤワディー下流域を抑えるドヴァーラヴァティーの台頭によってピューの交易路は制限され、チャオプラヤ、タイ湾を通した交易に打撃を受ける。ピューの没落に伴って旭日銀貨を介した経済圏も崩壊し、851年に下ビルマを訪れた旅行家スレイマンは、銀貨ではなく子安貝が貨幣として流通していたことを伝えている。

## 世界遺産
2014年の第38回世界遺産委員会で、ピューの城郭都市の遺跡のうち、3件が「ピュー古代都市群」としてユネスコの世界遺産（文化遺産）リストに登録された。構成資産はハリン (Halin, ID1444-001)、ベイッタノー (Beikthano, ID1444-002)、 シュリークシェートラー (Sri Ksetra, ID1444-003) である（構成資産の英語名およびID番号は世界遺産センター公表のもの）。
世界遺産委員会の諮問機関である国際記念物遺跡会議からは、価値の証明の不十分さなどを理由とする「登録延期」勧告が出されていたが、委員会審議で逆転登録を果たした。ミャンマーにとって初の世界遺産リスト登録物件であり、これにより同国は161番目の世界遺産保有国となった。
登録名称の日本語訳は「ピュー古代都市群」のほか、「ピュー族の古代都市群」、「ピュー王朝の古代都市群」などとするものもある。

### 登録基準
この世界遺産は世界遺産登録基準のうち、以下の条件を満たし、登録された（以下の基準は世界遺産センター公表の登録基準からの翻訳、引用である）。
- (2) ある期間を通じてまたはある文化圏において、建築、技術、記念碑的芸術、都市計画、景観デザインの発展に関し、人類の価値の重要な交流を示すもの。
- (3) 現存するまたは消滅した文化的伝統または文明の、唯一のまたは少なくとも稀な証拠。
- (4) 人類の歴史上重要な時代を例証する建築様式、建築物群、技術の集積または景観の優れた例。

適用基準は、東南アジアにおける初期の仏教伝来をはじめとする文化交流の例証であることや、城郭都市の技術史上の意義などに対して適用された。

### ギャラリー

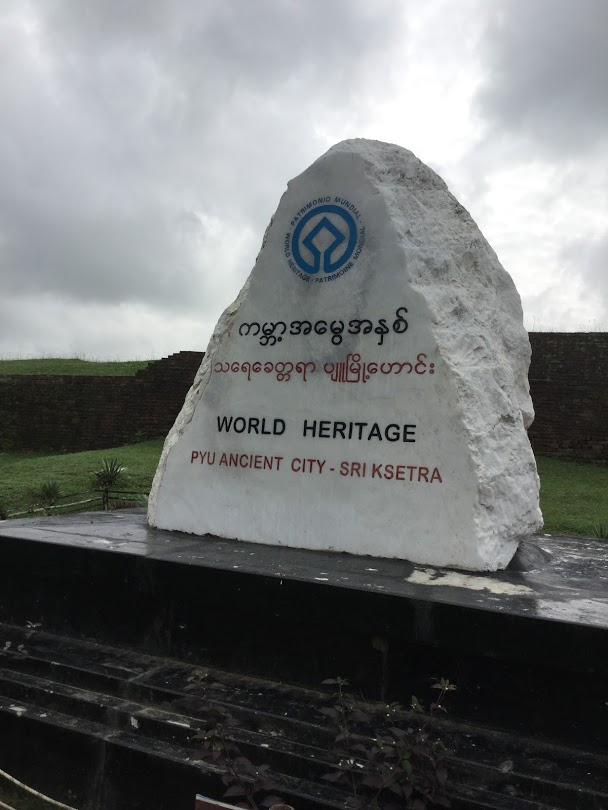
シュリークシェートラ
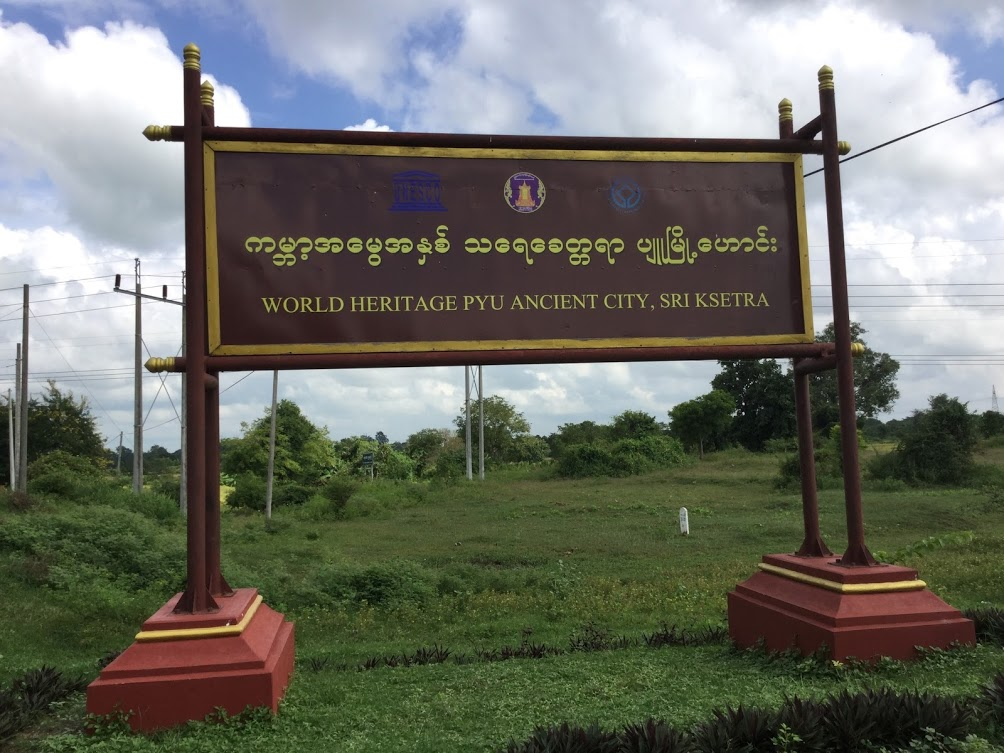
シュリークシェートラ
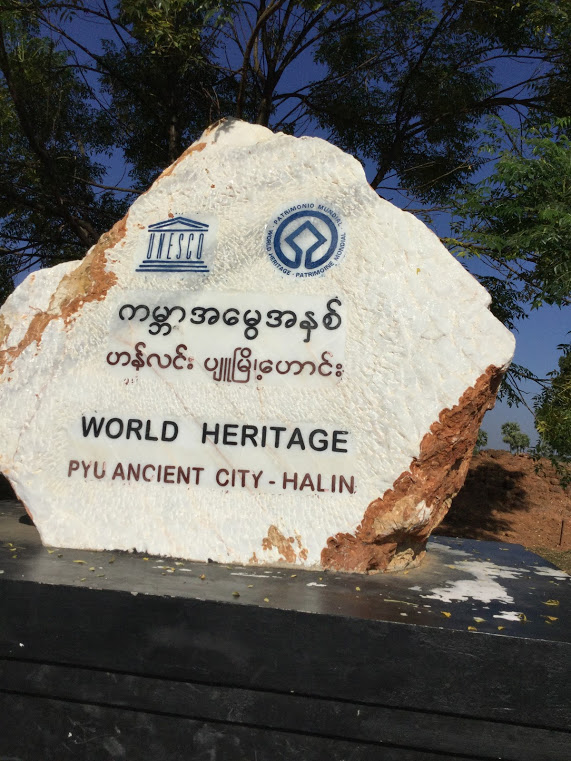
ハリン
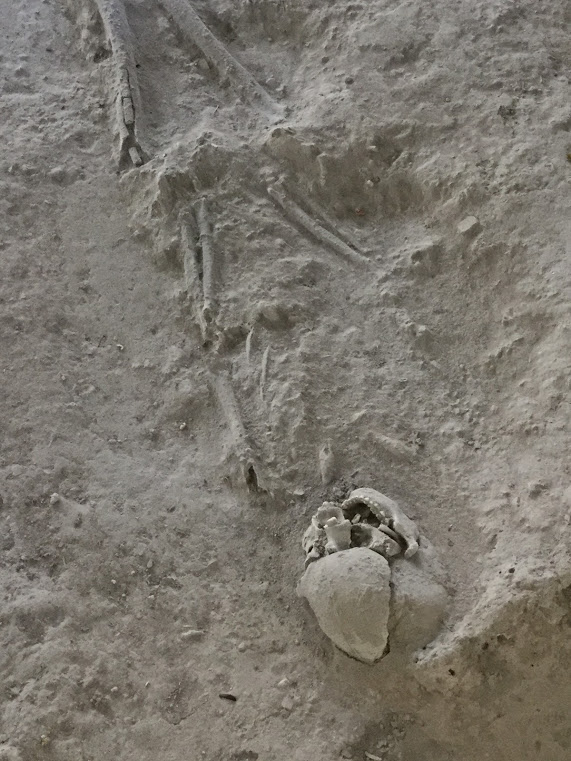
ハリン
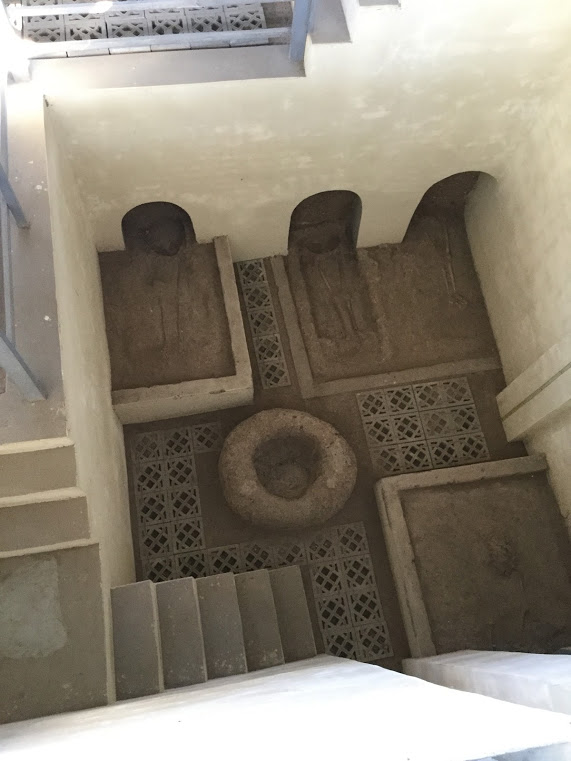
ハリン

## 翻訳元記事参考文献
- Aung-Thwin, Michael (1996). “Kingdom of Bagan”. In Gillian Cribbs. Myanmar Land of the Spirits. Guernsey: Co & Bear Productions. ISBN 0-9527665-0-7
- Hall, D.G.E. (1960). Burma (3rd ed.). Hutchinson University Library. ISBN 978-1-4067-3503-1
- Htin Aung, Maung (1967). A History of Burma. New York and London: Cambridge University Press